# Mount Melania
Mount Melania är ett berg i Antarktis. Det ligger i Östantarktis. Nya Zeeland gör anspråk på området. Toppen på Mount Melania är 274 meter över havet, eller 245 meter över den omgivande terrängen. Bredden vid basen är 3,3 km.
Terrängen runt Mount Melania är platt åt nordväst, men åt sydost är den kuperad. Trakten är obefolkad. Det finns inga samhällen i närheten.